# Roberto Peretti
Roberto Peretti (Torino, 12 aprile 1966) è un ex pattinatore di short track italiano.

## Carriera
Ai Giochi olimpici invernali di Calgary 1988, dove lo short track era in programma come sport dimostrativo, Roberto Peretti giunse secondo nella staffetta 5000 metri, assieme a Orazio Fagone, Hugo Herrnhof e suo fratello Enrico Peretti.
Ad Albertville 1992, dove lo short track entrò poi a far parte ufficialmente del programma olimpico, gareggiò ancora nella staffetta, ma si classificò ottavo.
Fu campione del Mondo con la squadra italiana nella staffetta 5000m a St.Louis nel 1988 e vicecampione del mondo a Montréal nel 1987 e a Pechino nel 1993, sempre nella staffetta 5000m.
Inoltre, a Budapest nel 1993 vinse anche il titolo mondiale nella specialità a squadre.